# NGC 1936
NGC 1936 (بالإنجليزية: NGC 1936)‏ الذي يرمز له بالرمز HD 35861، هو نجم، في كوكبة أبو سيف (كوكبة).

## الاكتشاف
اكتشف في 23 نوفمبر 1834، بواسطة جيمس دنلوب.